# 87 Сільвія
87 Сільвія (87 Sylvia) — астероїд зовнішнього головного поясу, відкритий 16 травня 1866 року англійським астрономом Норманом Робертом Поґсоном у Мадраській обсерваторії, Індія. Астероїд названий на честь Сільвії Фламмаріон, першої дружини французького астронома Каміля Фламмаріона, відомого популяризатора астрономії.
У Сільвії є два супутники: Ромул S/2001 87 і Рем S/2004 87, названі на честь легендарних братів (Ромула і Рема) — засновників Рима. 

## Фізичні характеристики
Сільвія дуже темного кольору і, ймовірно, дуже примітивної будови. Відкриття супутників астероїда уможливило точне вимірювання маси астероїда і його густини. Його густина виявилася дуже низькою (близько 1,2 раза перевищує густину води), що вказує на те, що астероїд дуже пористий, від 25 до 60 % його об'єму може бути порожнім простором. Це говорить про рихлу структуру астероїда. Сільвія також досить швидко обертається навколо своєї осі, здійснюючи повний оберт за 5,18 години (екваторіальна швидкість обертання близько 230 км/год). Короткий період обертання навколо осі.

## Супутники
Ромул, перший супутник, був виявлений 18 лютого 2001 року в обсерваторії Кек Майклом Е. Брауном і Жаном-Люком Марго. Він приблизно 18 км в діаметрі його орбіта знаходиться на відстані 1356 ± 5 км від Сільвії. Супутник робить один оберт за 87,59 год.
Рем, другий супутник, було виявлено понад три роки по тому, 9 серпня 2004 году, Франком Марші з Каліфорнійського університету в Берклі, і Паскаль Декамп, Даніель Гестоффер, і Жером Бертьє з Паризької обсерваторії, Франція. Діаметр супутника 7 ± 2 км, його орбіта лежить на відстані 706 ± 5 км від Сільвії, Супутник робить повний оберт за 33,09 год.
Вважається імовірним, що як Сільвія та його супутники є нашаруванням дрібніших астероїдів.
Астероїд належить до спектрального типу P, не перетинає орбіту Землі й обертається навколо Сонця за 6,51 юліанського року.
Тіссеранів параметр щодо Юпітера — 3,095.